# Die Sehnsucht der Veronika Voss
Die Sehnsucht der Veronika Voss (br.: O desespero de Veronika Voss / pt.: A saudade de Veronika Voss) é um filme de drama alemão de 1982, coescrito e dirigido por Rainer Werner Fassbinder. É o penúltimo trabalho do diretor e o último da trilogia BRD, lançado após  The Marriage of Maria Braun e Lola. O roteiro é baseado livremente na carreira da atriz Sybille Schmitz e possui semelhanças com Sunset Boulevard de Billy Wilder, lançado em 1950. O diretor optou por filmar em preto-e-branco como forma de acentuar o estado de espirito da personagem principal: uma luz branca forte, por exemplo, frequentemente é colocada sobre o rosto da atriz para ampliar a palidez, sugerindo ser Veronika uma espécie de "fantasma do passado".
Fassbinder aparece rapidamente na cena inicial na sala de cinema, sentado numa poltrona atrás de Veronika Voss.

## Elenco principal
- Rosel Zech – Veronika Voss
- Hilmar Thate – Robert Krohn
- Cornelia Froboess – Henriette
- Annemarie Düringer – Drª. Marianne Katz
- Armin Mueller-Stahl – Max Rehbein

### Outros
- Lilo Pempeit (ou Liselotte Eder) que interpreta a dona de uma joalheria, é a mãe de Fassbinder.
- Günther Kaufmann, um dos ex-amantes do diretor, faz um enigmático soldado afro-americano. Ele aparece nos três filmes da trilogia.
- Juliane Lorenz, no pequeno papel de secretária, foi uma colaboradora próxima de Fassbinder e quem editou o filme; ela se tornou a principal executiva da Fundação Rainer Werner Fassbinder em 1992. Foi Lorenz quem comentou sobre o artigo no jornal Die Zeit do caso da atriz Schmitz, o que chamou a atenção do diretor.[1]

## Sinopse
Em 1955 na cidade alemã de Munique, a ex-estrela de cinema da UFA e protegida do nazista Goebbels, Veronika Voss, sofre com a interrupção da carreira pela derrota do regime após o término da Segunda Guerra Mundial e se vicia em morfina. Numa noite de chuva, Veronika é ajudada pelo jornalista esportivo Robert Krohn, que não sabe quem ela é, e diz seu nome a ela. No dia seguinte, Veronika liga e marca um encontro e os dois iniciam um romance, mesmo com Robert mantendo o namoro com a fotógrafa Henriette. Ao descobrir que Veronika está internada na clínica da Dr.ª Katz, ele começa investigar tanto por razões pessoais como para fazer uma reportagem sobre os artistas de cinema decadentes. Ao pedir para Henriette se passar por uma ricaça que busca ajuda na clínica, ele não sabe que a colocará em perigo mortal.

## Premiação
- O filme concorreu no 32º Festival Internacional de Filmes de Berlim e ganhou o Urso de Ouro de 1982[2]

- Roger Ebert inclui a película na sua coleção dos "Maiores Filmes".[3]